# Barrage d'Akdeğirmen
Le barrage d'Akdeğirmen (en turc Akdeğirmen barajı) est un barrage construit sur la rivière Akarçay à Afyon entre 1998 et 2008 à des fins d'irrigation. La construction du barrage terminée plus tard que prévu. Bien que les travaux pour étancher des fuites dans la structure se poursuivaient, il a commencé à fournir de l'eau potable à Afyon depuis décembre 2008.
Le volume du barrage, qui est un type barrage poids en terre, est de 1 200 000 m³, sa hauteur par rapport au lit de la rivière est de 42 m, le volume du lac au niveau d'eau normal est de 62 hm³, la superficie du lac au niveau d'eau normal est de 5,60 km². Le barrage fournit de l'irrigation sur une superficie de 8 552 hectares.

## Sources
- (en) www.dsi.gov.tr/tricold/akdegirm.htm Site de l'agence gouvernementale turque des travaux hydrauliques